# راكيل تشافيز
راكيل تشافيز (بالإنجليزية: Raquel Chaves)‏ (1939)؛ كاتِبة، أستاذة جامعية وشاعرة .